# Trot
Trot (coreano: 트로트; romanização revisada: teuroteu) é um gênero da música pop coreana, reconhecida como sendo a forma mais antiga de música pop no país. Sua existência é datada do inicio dos anos 1900, durante o domínio japonês, onde o gênero foi influenciado por elementos musicais japoneses, ocidentais e coreanos. Além disso, tem adotado nomes diferentes como yuhaengga, ppongjjak, e mais recentemente teuroteu (pronuncia coreana da palavra Trot). Apesar de sua popularidade ter declinado durante a década de 1990, o gênero tem sido objeto de novas gravações através de artistas do pop contemporâneo como Jang Yoon-jeong, Super Junior-T, Daesung membro do BIGBANG e Joy membro do Red Velvet.
Seu nome deriva do encurtamento da palavra foxtrot, que é um tipo de dança de salão e que influenciou as batidas simples de dois elementos do gênero. A música Trot é descrita como sendo um ritmo de duas batidas ou de ritmo duplo, com os tradicionais sete-cinco estrofes silábicas e um estilo vocal chamado Gagok.

## 1900: Origem
O gênero Trot teve início durante o domínio colonial do Japão a Coreia, que ocorreu durante os anos de 1910 a 1945. Em sua forma inicial, o gênero trazia as traduções de canções ocidentais ou japonesas populares na época, e era chamado de yuhaeng changga (유행창가 Hanja: 流行唱歌; lit., "canções populares"). A gravação de "In Praise of Death", canção de Yun Sim-deok de 1926, é considerada como o primeiro yuhaeng changga. Posteriormente na década de 1930, o yuhaeng changga passou a ser produzido por letristas e compositores coreanos. Estas novas canções populares compostas no país, tornaram-se conhecidas pelo nome de yuhaengga (유행가; 流行歌; "música moderna"). No entanto adquiriram o novo nome de daejung gayo (대중가요; 大衆歌謠; "música popular"), em referência a música popular em geral.
Após o fim da Segunda Guerra Mundial e do domínio colonial japonês sobre a Coreia, o trot começou a tornar-se mais ocidental. O trio feminino The Kim Sisters tornou-se popular durante este período e suas apresentações chamaram a atenção tanto dos soldados estadunidenses na Coreia quanto do público dos Estados Unidos, quando apresentaram-se no programa The Ed Sullivan Show, durante a década de 1960.Este período também introduziu um número de músicos sul-coreanos notáveis como Lee Mi-ja, Patti Kim, Tae Jin Ah, Na Hoon-a dentre outros.

## 1980-1990: Declínio na popularidade
O Trot perdeu gradualmente sua posição dominante na década de 1980, com a popularização do gênero dance music. Contudo, a invenção dos cassetes produziram um enorme impacto sobre a produção do Trot, o que possibilitou a invenção do som medley trot, tornando-se atualmente a música Trot contemporânea.

### Debate de 1984 sobre ppongjjak
A origem do gênero tornou-se alvo de uma disputa. Em 1984, a disputa entrou no discurso nacional do país. O debate iniciou-se em um artigo publicado no The Eumak Dong-a: A Monthly Journal of Music (음악동아 Eum-ak Dong-a) em novembro de 1984, centrada sobre se o trote originou-se ou não a partir da música coreana ou japonesa. Devido o gênero ser originário no período colonial da Coreia, bem como ter influências de canções japonesas, o Trot foi sujeito a questionamentos sobre sua identidade coreana. Uma vez que nenhuma prova concreta surgiu para validar um dos lados, o debate ainda continua a existir, quando se discute as origens do Trot.

## Uso político contemporâneo da música trot
Um artigo publicado no Chosun Ilbo em 2010 relatou o uso governamental da música trot como ferramenta de propaganda contra a Coreia do Norte. Mais de 184 músicas de artistas como Na Hoon-a, Jang Yun-jeong e Park Hyun-bin foram transmitidas através de programas de rádio FM destinados aos soldados norte-coreanos.